# Выскребенцев, Иван Иванович
Иван Иванович Выскребенцев (28.10.1912 — ?) — советский водолаз, испытатель глубоководного оборудования, лауреат Сталинской премии. Член ВКП(б) с 1940 г.

## Биография
Родился в г. Жлобин.
До призыва в РККА жил и работал в Москве. С 11.11.1934 по 22.05.1961 на военной службе. Был зачислен в Учебный отряд подводного плавания (Ленинград). Высшее воинское звание — капитан 3 ранга.
В 1937 году в составе группы водолазов (Соколов В. Е., Солнцев Н. К., Иванов Б. А., Кобзарь Л. Ф., Выскребенецев И. И.), используя кислородно-гелиевые акваланги, совершил погружение на глубину 157 метров, что на тот момент являлось мировым рекордом.
Во время войны — старший инструктор Учебного отряда подводного плавания имени С. М. Кирова. Награждён медалью «За боевые заслуги» (30.04.1945).
После войны участвовал в испытаниях нового водолазного снаряжения под руководством учёных Военно-медицинской академии им. С. М. Кирова.
В 1946 г. водолазы Б. А. Иванов, И. И. Выскребенцев и С. П. Кийко впервые в мире спустились на глубину 200 м. Этим была подтверждена физиологическая возможность применения для дыхания гелиокислородных смесей на глубинах до 200 м и проверены режимы декомпрессии при подъёме с таких глубин.
В 1959 году вместе с В. И. Тюриным разработал вклеенную дыхательную полумаску для дыхательного аппарата ИДА-59.
Лауреат Сталинской премии 1952 года — за работу в области техники. Награждён орденами Красной Звезды (15.11.1950) и Красного Знамени (26.10.1955).